# NGC 2739
NGC 2739 est une galaxie spirale relativement éloignée et située dans la constellation de la Grande Ourse. NGC 2739 a été découverte par l'astronome irlandais R. J. Mitchell.

## Caractéristiques

### Distance
Sa vitesse par rapport au fond diffus cosmologique est de 8 998 ± 11 km/s, ce qui correspond à une distance de Hubble de 132,7 ± 9,3 Mpc (∼433 millions d'al).

## Paire de galaxies
Les galaxies NGC 2739 et NGC 2740 sont dans la même région du ciel et elles sont à presque la même distance de la Voie lactée. Elles forme sans doute une paire de galaxie, mais on ne voit pas de signes de distorsion dans ces galaxies. NED mentionne qu'il s'agit d'une paire de galaxies sur la base d'un article publié en 1972 par I. D. Karachentsev qu'il s'agit d'une paire de galaxies. On ne voit aucuns signes de distorsion dans ces galaxies.  